# Les Inconnus dans la ville
Pour plus de détails, voir Fiche technique et Distribution.
Les Inconnus dans la ville (Violent Saturday) est un film américain réalisé par Richard Fleischer et sorti en 1955.

## Synopsis
Un vendredi après-midi, trois hommes débarquent les uns après les autres à Bradenville, une petite ville minière de l'Arizona : Harper, Chapman et Dill (Lee Marvin). Ces trois personnages sont là pour attaquer la petite banque, le samedi à midi, heure de la fermeture, selon le plan de Harper. Tandis qu'ils attendent le jour et l'heure de l'attaque, le récit s'attache aux diverses personnes que le hasard réunira alors dans la banque, et révèle des tensions cachées et des conduites parfois peu reluisantes.

## Fiche technique
- Titre : Les Inconnus dans la ville
- Titre original : Violent Saturday
- Réalisation : Richard Fleischer
- Scénario : Sydney Boehm, d'après le roman de William L. Heath
- Chef-opérateur : Charles G. Clarke
- Musique : Hugo Friedhofer
- Montage : Louis R. Loeffler
- Décors : Chester L. Bayhi, Walter M. Scott
- Costumes : Kay Nelson
- Direction artistique : George W. Davis, Lyle R. Wheeler
- Production : Buddy Adler pour 20th Century Fox
- Durée : 85 minutes
- Date de sortie : États-Unis : 20 avril 1955
- Affiche : Boris Grinsson (France)

## Distribution
- Victor Mature (VF : Jean Davy) : Shelley Martin
- Richard Egan (VF : Claude Bertrand) : Boyd Fairchild
- Stephen McNally (VF : Claude Péran) : Harper
- Virginia Leith (VF : Claire Guibert) : Linda Sherman
- Tommy Noonan (VF : Raymond Galle) : Harry Reeves
- Lee Marvin (VF : Yvon Cazeneuve) : Dill
- Margaret Hayes (VF : Jacqueline Ferrière) : Mme Emily Fairchild
- J. Carrol Naish (VF : Jean Berton) : Chapman
- Sylvia Sydney : Elsie Braden
- Ernest Borgnine (VF : Pierre Leproux) : Stadt, le père de famille des amish
- Dorothy Patrick : Helen Martin
- Billy Chapin : Steve Martin
- Brad Dexter (VF : Raymond Loyer) : Gil Clayton
- Dorothy Phillips (non créditée) : Une cliente à la banque

## Autour du film
Le réalisateur William Friedkin considère qu'il s'agit d'un des meilleurs films de braquage jamais tournés. Richard Fleischer y fait s'interpénétrer, sans artifices et avec une grande virtuosité, la dramaturgie d'un mal-être individuel et la mécanique huilée de l'effraction, le tout convergeant vers ce « Violent Saturday » (titre original). Comme le dit Nicolas Saada : « C'est comme si Samuel Fuller s'introduisait dans l'univers de Vincente Minnelli ou vice versa. »